# Diocèse de Kalamazoo
Le diocèse de Kalamazoo (Dioecesis Kalamazuensis) est un territoire ecclésiastique de l'Église catholique aux États-Unis qui s'étend dans la partie sud-ouest de l'État du Michigan et qui est suffragant de l'archidiocèse de Détroit. Son évêque actuel, Paul Bradley, siège à la cathédrale Saint-Augustin de Kalamazoo depuis 2009.

## Territoire
Le territoire du diocèse englobe les comtés d'Allegan, Barry. Berrien, Branch, Calhoun, Cass, Kalamazoo, Saint Joseph et Van Buren.

## Historique
Le diocèse a été érigé canoniquement le 19 décembre 1970, recevant son territoire du diocèse de Lansing et du diocèse de Grand Rapids.

## Ordinaires
- Liste des évêques de Kalamazoo

## Statistiques
Selon l'annuaire pontifical de 2007
- Nombre de baptisés catholiques: 109 348
- Nombre de paroisses en 2006: 46 (plus 13 missions)
- Nombre de prêtres: 44
- Nombre de diacres permanents: 23
- Nombre d'écoles secondaires catholiques diocésaines: 3 (à Kalamazoo, Saint Joseph et Battle Creek)
- Nombre d'écoles primaires paroissiales: 21
- Nombre d'élèves: plus de 5 000

## Source
- (en) Cet article est partiellement ou en totalité issu de l’article de Wikipédia en anglais intitulé « Roman Catholic Diocese of Kalamazoo » (voir la liste des auteurs).

### Articles liés
- Liste des juridictions catholiques aux États-Unis
- Église catholique aux États-Unis